# Loge Volney
La loge Volney de Laval (Mayenne, Pays de la Loire) est une loge maçonnique du Grand Orient de France active depuis le début du XXe siècle.

## Fondation

### Reformation auXXesiècle
La loge Volney est créée à Laval le 27 décembre 1911, après la loge Le Ralliement qui a existé de 1887 à 1889. Elle voit le jour sous l’impulsion de Sébastien Etcheverry, qui devient son premier vénérable. Elle porte le nom de Volney en hommage à Constantin-François Chassebœuf de La Giraudais, comte Volney (1757-1820), natif de la Mayenne et incroyant notoire. 
On trouve à la fondation:
- Louis Bretonnière[5], industriel[6] ;
- Gustave Catois[7], instituteur[8] ;
- Charpentier, secrétaire de la mairie d’Évron ;
- Amand Férard, inspecteur primaire[9] ;
- Adolphe-Pierre Gaignant, secrétaire de l’inspection académique ;
- Godin, instituteur ;
- Guerrier[10] ;
- Ménager, employé de préfecture ;
- Pavis ;
- Peslier, instituteur ;
- François Rabin, instituteur[11].

## Membres célèbres
Parmi les membres célèbres de cette loge on compte :
- André Château (1889-1983), ingénieur, conseiller municipal de Laval[12] ;
- Émile Fel[13] ;
- Augustin Gérard (1857-1926), général, Vénérable d'Honneur de la Loge[14] ;
- Louis Lesaint (1879-1968), instituteur ;
- Camille Lhuissier[15] (1879-1948), instituteur, député ;
- Marius Lepage[16] (1902-1972), chef de service à la préfecture ;
- Claude Lepage[17] (né en 1927), neveu du précédent, professeur de sports ;
- Morvan Marchal[18], architecte, nationaliste breton[19] ;
- Auguste Émile Maulave[20],[21] ;
- Narcisse Tascher[22] (1889-1945), receveur de billets à la SNCF[23];
- Robert Tatin (1902-1983), artiste plasticien, créateur du Musée de France qui porte son nom.

## Liste des vénérables
- Sébastien Etcheverry[24] ;
- Louis-Pierre Bretonnière, industriel ;
- Auguste Maulavé, instituteur à Ernée, du 21 octobre au 23 décembre 1934 ;
- André Château, à partir du 23 décembre 1934 ;
- François Huet, pharmacien, de 1938 à 1946[25]
- Marius Lepage, de 1946 à 1963.

## La conférence du Père Riquet
La loge Volney créera l'événement,en recevant officiellement un ecclésiastique qui prononcera une conférence dans un temple maçonnique français. 
En 1961, à l'époque où se prépare le concile œcuménique Vatican II, Marius Lepage organise à Laval une conférence en loge, réservée aux francs-maçons, au cours de laquelle le Révérend Père jésuite Michel Riquet vient présenter le point de vue des catholiques sur l’athéisme. L'organisation de cette conférence reçoit l'accord de l'évêque de Laval ainsi que celui du Grand Orient de France. Toutefois le Grand Orient, à la suite de l'émotion suscitée dans ses rangs après que la presse nationale s'est fait l'écho de l'événement, demande que la conférence prenne la forme d'une simple réunion à caractère privé et qu'il n'y soit fait aucun usage de cérémonial maçonnique.
Cette conférence passionna  la presse, 
Cette conférence souleva cependant des réactions assez vives de nombreuses loges du Grand Orient, en particulier de celles du Sud-Ouest, ce qui aboutit dans un premier temps à une suspension de Marius Lepage et à sa convocation devant les instances disciplinaires de l'obédience, avant qu’il ne soit acquitté par celles-ci, en première instance le 23 septembre 1961, puis, après l'appel interjeté par le Conseil de l’Ordre, définitivement le 18 décembre de la même année.
Marius Lepage démissionnera du Grand Orient de France pour une raison différente en 1963 avant de créer au sein de la Grande Loge nationale française (GLNF) la Loge Ambroise Paré à l'orient de Laval.